# Bullfrog Productions
Bullfrog Productions war eine britische Computerspiel-Entwickler-Firma, welche 1987 von Peter Molyneux und Les Edgar gegründet wurde. Ihr innovatives Frühwerk Populous war ein sehr früher Vertreter der Echtzeit-Strategiespiele und der erste Vertreter der Göttersimulation. Auch mit den folgenden Spielen konnte Bullfrog große Erfolge feiern und sich einen Ruf als innovativer Entwickler sichern. Zu seinen bekanntesten Spielen jener Zeit gehören u. a. Syndicate, Theme Hospital, Magic Carpet, Dungeon Keeper und Theme Park.

## Geschichte
Das Erstlingswerk Populous von 1989 hatte seinen Ursprung in dem im Klassifikationssystem von Chris Crawford als Lernspiel bezeichneten Hammurabi, einem der frühesten Computerspiele.
1995 wurde Bullfrog von Electronic Arts aufgekauft. Dies führte nach Ansicht vieler Angestellter zu einer erheblichen Einschränkung der Entwicklerfreiheit bei Bullfrog. Aufgrund dieses Umstandes verließ Gründer Peter Molyneux das Unternehmen 1997 und gründete die Lionhead Studios. Bullfrog entwickelte in den folgenden Jahren immer weniger Spiele und wurde nach dem Abwandern zahlreicher weiterer Mitarbeiter 2001 mit EA UK zusammengelegt.
Jahre nach dem Ende von Bullfrog Productions erklärte Electronic-Arts-Chef John Riccitiello auf der Computerspiele-Konferenz D.I.C.E. 2008, dass man die Fusion von Electronic Arts mit Bullfrog – aber auch den Firmen Origin Systems und Westwood Studios – schlicht vermasselt habe. Bullfrog-Gründer Peter Molyneux pflichtete dem Electronic-Arts-Chef später bei und erklärte, dass auch er selbst Anteil am Untergang von Bullfrog habe. So sei er mit der rapiden Mitarbeiteraufstockung und den gewaltigen Umstellungen nicht zurechtgekommen.

## Entwickelte Spiele
- Fusion (1988)
- Populous (1989)
  - Populous – The Promised Lands (1989)
- Powermonger (1990)
- Flood (1990)
- Populous II – Trials of the Olympian Gods (1991)
  - Populous II – The Challenge Games (1992)
- Syndicate (1993)
- Theme Park (1994)
- Tube (1994)
- Magic Carpet (1994)
- Magic Carpet 2 (1995)
- Hi-Octane (1995)
- Syndicate Wars (1996)
- Genewars (1996)
- Theme Hospital (1997)
- Dungeon Keeper (1997)
  - Dungeon Keeper: The Deeper Dungeons (1997)
  - Dungeon Keeper Gold (1998) (Dungeon Keeper + The Deeper Dungeons)
- Populous: The Beginning (1998)
  - Populous: The Beginning – Undiscovered Worlds (1999)
- Dungeon Keeper 2 (1999)
- Theme Park World (1999)
- Theme Park Manager (2001)
- Quake III Revolution (Quake-3-Portierung für PlayStation 2, 2001)
- Aquarium (2001)

## Angekündigte/Abgebrochene Projekte
- Dungeon Keeper 3
- Creation